# Epiplatys
 Epiplatys és un gènere de peixos de la família Aplocheilidae i de l'ordre dels ciprinodontiformes.

## Taxonomia
- Epiplatys annulatus (Boulenger, 1915)
- Epiplatys ansorgii (Boulenger, 1911)
- Epiplatys azureus (Berkenkamp i Etzel, 1983)
- Epiplatys barmoiensis (Scheel, 1968)
- Epiplatys berkenkampi (Neumann, 1978)
- Epiplatys biafranus (Radda, 1970)
- Epiplatys bifasciatus (Steindachner, 1881)
- Epiplatys chaperi (Sauvage, 1882)
  - Epiplatys chaperi chaperi (Sauvage, 1882)
  - Epiplatys chaperi sheljzhkoi (Poll, 1953)
- Epiplatys chevalieri (Pellegrin, 1904)
- Epiplatys coccinatus (Berkenkamp i Etzel, 1982)
- Epiplatys dageti (Poll, 1953)
- Epiplatys esekanus  (Scheel, 1968)
- Epiplatys etzeli (Berkenkamp, 1975)
- Epiplatys fasciolatus (Günther, 1866)
- Epiplatys grahami (Boulenger, 1911)
- Epiplatys guineensis (Romand, 1994)
- Epiplatys hildegardae (Berkenkamp, 1978)
- Epiplatys huberi (Radda et Pürzl, 1981)
- Epiplatys josianae (Berkenkamp i Etzel, 1983)
- Epiplatys lamottei (Daget, 1954)
- Epiplatys longiventralis (Boulenger, 1911)
- Epiplatys mesogramma (Huber, 1980)
- Epiplatys multifasciatus (Boulenger, 1913)
- Epiplatys neumanni (Berkenkamp, 1993)
- Epiplatys njalaensis (Neumann, 1976)
- Epiplatys olbrechtsi (Poll, 1941)
- Epiplatys phoeniceps (Huber, 1980)
- Epiplatys roloffi (Romand, 1978)
- Epiplatys ruhkopfi (Berkenkamp i Etzel, 1980)
- Epiplatys sangmelinensis (Ahl, 1928)
- Epiplatys sexfasciatus (Gill, 1862)
- Epiplatys singa (Boulenger, 1899)
- Epiplatys spilargyreius (Duméril, 1861)
- Epiplatys zenkeri (Ahl, 1928)[1][2][3]